# Roeselia nivatalis
Roeselia nivatalis är en fjärilsart som beskrevs av De Toulgoët 1965. Roeselia nivatalis ingår i släktet Roeselia och familjen trågspinnare. Inga underarter finns listade.